# Lochaber (Écosse)
Pour les articles homonymes, voir Lochaber.

Localisation de Lochaber en Écosse

Lochaber, en gaélique écossais Loch Abar (littéralement « ouverture du lac »), est l'un des cinq districts écossais du council area de Highland.
Lochaber est l'une des 16 zones de gestion de la paroisse du Highland Council d’Écosse et l'un des huit anciens districts gouvernementaux des Highlands.
Selon la légende, un glaistig, une chèvre hybride, aurait vécu dans la région.

## Histoire
Lochaber fut durant le Moyen Âge un des titres de noblesse de la pairie d'Écosse. La seigneurie de Lochaber (anglais Lordship of Lochaber) est créée par le roi Alexandre II d'Écosse vers 1230 dans les Highlands pour Walter Comyn alors Comte de Menteith.
De nombreux seigneurs écossais de diverses familles et clans portèrent le titre de « Seigneur de Lochaber » dont principalement les familles Comyn et Donald.
Le titre de « Seigneur de Lochaber » est rattaché aux terres de Lochaber, de Badenoch, de Lismore et de Lorne.
Au XVe siècle il fut rattaché au titre de Seigneur des Îles. 

## Le bois des Lairds
La grande forêt de Calédonie couvrait autrefois 1,5 million d'hectares des Highlands écossais et constituait le berceau d'une faune et d'une flore très diverses. Aujourd'hui, il ne reste que 1 % de la forêt, et certaines espèces telles que le castor, le sanglier et le lynx ont disparu. Les vestiges de la forêt sont fragmentés et vieillissants, et à cause du surpaturage, les arbres luttent pour se régénérer naturellement.

## Lord/Laird de Lochaber
Aujourd'hui le domaine de Lochaber n'est plus un titre de la pairie d'Écosse. Le titre de seigneur de Lochaber a été remplacé par celui de « Laird de Lochaber ».
Les terres font partie du « Laird's Wood ». Le bois des lairds est le foyer d'une grande variété de la faune écossaise, du hérisson et de la martre jusqu'aux grands animaux tels que les cerfs, ou encore une race de daim appelée « doe ».
Liste des derniers Seigneurs/Lord:
- John II Comyn (??-1302)
- John III Comyn (1302-1306)
- Aonghus Óg Mac Domhnaill, Lord of Islay(died 1314×1318/c.1330)
- John Randolph, 3rd Earl of Moray (??-1346)
- John of Islay, Lord of the Isles (1376–1386)
- Alistair Carragh Macdonald (1386-1431), qui y renonça en faveur de la couronne
- George Gordon, 1st Duke of Gordon(1684-??)
- Samuel Monnet (1986- ??), propriétaire des plusieurs parcelles terrestre sans revendiquer de titre de pairie mais connu par le grand conseil d'écosse et la GLUA.

Il existe néanmoins encore des Lairds/Lords à titre honorifique qui confère la possession de ces terres. Les prédicats honorifiques, bien que n'étant plus d'actualité dans la plupart des pays d'Europe géographique, demeurent d'usage. Il convient de nommer un Lord "Monseigneur" ou "Monsieur".

## Phare d'Ardnamurchan
Sur la péninsule d'Ardnamurchan Point se trouve un phare construit en 1849 par Alan Stevenson.
Automatisé en 1988, le phare est toujours en fonction. Il est également possible de le visiter.